# 光のパンジー
『光のパンジー』（ひかりのパンジー）は、奥村真理子による日本の漫画作品。『ぴょんぴょん』（小学館）にて1988年第1号（創刊号）から1992年1月号まで第1部が、同年2月号から9月号まで第2部が連載された。作者の代表作で数多くの読者に今尚高く評価され、2004年には復刊された。

## あらすじ
動物学者のマーク・アニマルは、アフリカのジャングルでチンパンジーの群れに混じって森林を駆ける少女を発見する。
チンパンジーに育てられたと思われるその少女は、自分の名前どころか言葉も話せなかった。
マークは研究のために少女を連れ帰り、パンジーと名付けて養育しようとする。
なかなか人間の生活になじむことができなかったパンジーだが、マークやマークの恋人のマーリン、不思議な少年エドとの交流に少しずつ心を開き、次第に人間の少女らしくなっていく。
やがて自分の出生を知ったパンジーはエドワード等と共に国の命運を賭け、数々の陰謀に立ち向かう。

## 登場人物
パンジー
ジャングルでチンパンジーに育てられた少女。動物学者であるマークによって発見され、養育される。マークに引き取られた当初は、自分の名前もわからず言葉も理解できなかったが、なぜかトロイメライを聞くと激しく反応し涙を流した。愛らしい容姿に明るく天真爛漫な性格で、やがて非凡なピアノの才能を見せるようになる。ふとしたきっかけからウィラードに命を狙われることになる。
エドワード
エドと名乗る不思議な少年。ジャングルから出てきたばかりの頃パンジーと出会い、交流を持つうちに強く惹かれあうようになる。実はローランド国の皇太子だが、パンジーやマークの前では身分を隠している。
マーク・アニマル
アフリカのジャングルでパンジーを発見した若き動物学者。学長の娘であるマーリンと恋人同士だが、学長から「一人前の学者になるまでは結婚は認めない」と宣言されている。はじめは学長に認めてもらいたい一心でパンジーを研究対象としていたが、ともに暮らすうちに次第に父娘のような絆が芽生えていく。
マーリン
マークの恋人。名門エリントン大学の学長の娘。人間の暮らしになじめないパンジーに母親のように接する。
ティナ
マークが研究所で飼っているメスのチンパンジー。とても賢く、パンジーと姉妹のように仲良くなる。
レイモンド・ハーフォード
あるきっかけからパンジーと知り合った老伯爵。エドワードが幼い頃の家庭教師をつとめていた。8年前に息子夫婦と孫娘を亡くしたことが大きな心の傷になっている。
ダニエル・ハーフォード
レイモンド卿の息子。優秀な動物学者。チンパンジーの研究のためにアフリカへ行き、そこで亡くなっている。
オリビア・ハーフォード
ダニエルの妻。才能あるピアニストだった。夫ダニエルとともにアフリカで亡くなっている。
ポーレット・オリビア・ハーフォード
ダニエルとオリビアの娘。レイモンド伯にとっては孫娘にあたる。赤ん坊の頃に両親とともにアフリカで亡くなったとされているが…。
ウィラード・デュボウ
エドワードの従兄弟。エドワードに次ぐ王位継承権を持っている。王位を狙っており、パンジーを利用してエドワードを失脚させようと企む。
アンナ・デュボウ
ウィラードの母。ウィラードを溺愛するが故に王位を継承させようと策謀をめぐらせる。
リカルド四世
ローランド国の国王。エドワードの父。もともと病気がちだったが、ウィラードの陰謀によって病状を悪化させ、ひそかに国外へ放逐される。
エリーゼ
ローランド国の王妃。エドワードの母。かつて周囲に反対されていたダニエルとオリビアの仲を取り持った。ウィラードの陰謀によって国王とともに国外へ放逐される。
ジョアンナ・バートン
レイモンド・ハーフォード伯の孫娘(ダニエル・ハーフォードの弟の娘)。聖エレナ学園でパンジーと同室になる。高慢な性格で、パンジーを何かと目の敵にする。ウィラードの正体を知らず、ウィラードの妃になりたいと夢見ている。
ミリアム
聖エレナ学園でパンジーと同室になった少女。内気だが心優しい性格。父は医師をしている。
アナム
ラビリア国の王子。音楽を学ぶためローランド国に留学している。ふとしたきっかけで出会ったパンジーに惹かれる。
ミッチェル・ロンド
ローランド国の王立音楽学院でピアノを教えている教師。かつてオリビア・ハーフォードにもピアノを教えていた。パンジーのピアノの才能を見抜き、自分のもとで学ばないかと誘う。

## 書誌情報
- 奥村真理子『光のパンジー』小学館〈てんとう虫コミックス〉全11巻
  1. 1988年11月発売、ISBN 4-09-141321-8
  2. 1989年4月発売、ISBN 4-09-141322-6
  3. 1989年発売
  4. 1990年2月発売、ISBN 4-09-141324-2
  5. 1990年8月発売、ISBN 4-09-141325-0
  6. 1991年3月発売、ISBN 4-09-141326-9
  7. 1991年10月発売、ISBN 4-09-141327-7
  8. 1992年発売
  9. 1992年5月発売、ISBN 4-09-141329-3
  10. 1992年8月発売、ISBN 4-09-141330-7
  11. 1992年9月発売、ISBN 4-09-142001-X